# Chickasha
Chickasha [ˈtʃɪkəʃeɪ] är administrativ huvudort i Grady County i Oklahoma. Enligt 2010 års folkräkning hade Chickasha 16 036 invånare.

## Kända personer från Chickasha
- Cleavon Little, skådespelare
- Donald McNeill, tennisspelare
- Orville Moody, golfspelare
- Lee Pace, skådespelare